# Jogos Asiáticos de Inverno de 2003
Os Jogos Asiáticos de Inverno de 2003 foram a quinta edição do evento multiesportivo realizado na Ásia. O evento foi realizado em Aomori, no Japão, que contou com a participação de 370 atletas masculinos e 266 atletas femininos, do total de 636.
O logotipo escolhido foi uma forma em vermelho, logo abaixo do sol do Conselho Olímpico da Ásia, que representava as chamas do fogo, simbolicamente demonstrando a esperança e o progresso saídos do gelo para o sol brilhante. O mascote, Winta, era um pica-pau negro, que representava as belezas naturais e a riqueza cultural da cidade.

## Países participantes
21 países participaram do evento:
| - Bangladesh - Butão - China - Cazaquistão - Coreia do Norte - Coreia do Sul - Hong Kong - Índia - Irão - Japão | - Kuwait - Líbano - Macau - Malásia - Mongólia - Nepal - Paquistão - Palestina - Catar - Quirguistão | - Singapura - Sri Lanka - Taipé Chinesa - Tailândia - Tajiquistão - Timor-Leste - Turquia - Uzbequistão - Vietname |

## Modalidades
Dez modalidades formaram o programa dos Jogos:
| - Biatlo - Curling - Esqui alpino - Esqui cross-country - Esqui estilo livre | - Hóquei no gelo - Patinação artística - Patinação de velocidade - Patinação de velocidade em pista curta - Salto de esqui |

## Quadro de medalhas
País sede destacado.
| Ordem | País            | Medalha de ouro | Medalha de prata | Medalha de bronze |     |
| ----- | --------------- | --------------- | ---------------- | ----------------- | --- |
| 1     | Japão           | 27              | 26               | 23                | 76  |
| 2     | Coreia do Sul   | 10              | 8                | 10                | 28  |
| 3     | China           | 9               | 11               | 13                | 33  |
| 4     | Cazaquistão     | 7               | 7                | 6                 | 20  |
| 5     | Líbano          | 1               | 1                |                   | 2   |
| 6     | Coreia do Norte |                 | 1                | 1                 | 2   |
| 7     | Uzbequistão     |                 |                  | 1                 | 1   |
| TOTAL | TOTAL           | 54              | 54               | 54                | 162 |